# Burttia prunoides
Burttia es un género de plantas con flores perteneciente a la familia de las connaráceas. Incluye una sola especie: Burttia prunoides Baker f. & Exell.

## Taxonomía
Burttia prunoides fue descrita por Baker f. & Exell  y publicado en Journal of Botany, British and Foreign 69: 249. 1931. Es originaria de Madagascar donde se encuentra en los bosques secos de la Provincia de Mahajanga.